# Pseudodrifa racemosa
Pseudodrifa racemosa is een zachte koraalsoort uit de familie Nephtheidae. De koraalsoort komt uit het geslacht Pseudodrifa. Pseudodrifa racemosa werd in 1891 voor het eerst wetenschappelijk beschreven door Studer. 